# Elephunk
Elephunk là album phòng thu thứ 3 của ban nhạc Black Eyed Peas, được phát hành vào ngày 24 tháng 6 năm 2003 bởi A&M Records, Interscope Records và will.i.am Music Group.
Elephunk được khởi động từ tháng 8 năm 2001 nhưng phải kéo dài do Sự kiện 11 tháng 9 không chỉ gây sốc mà còn tạo cảm hứng sáng tác cho ban nhạc. Album đánh dấu sự xuất hiện của ca sĩ chính mới Fergie thay thế cho Kim Hill rời ban nhạc vào năm 2000. Việc thu âm kéo dài tới tận tháng 5 năm 2003, dẫn tới các kế hoạch công bố bị hoãn nhiều lần. Đây cũng là sản phẩm chính thức đầu tiên của ban nhạc sử dụng nghệ danh Black Eyed Peas. Không chỉ có hip hop và pop, Elephunk kết hợp nhiều thể loại đa dạng khác bao gồm R&B, Latinh, funk, dancehall, rock và dance. Ca từ đề cập đến nhiều chủ đề khác nhau như tiệc tùng, tình dục, đam mê và nhiều vấn đề của xã hội hiện đại.
Elephunk nhận được những đánh giá rất thích cực về âm nhạc và ca từ, trực tiếp gây dựng tên tuổi Black Eyed Peas trên toàn thế giới, đạt vị trí số 33 tại Billboard 200 năm 2003 và vị trí số 14 cho ấn bản tái bản năm 2004. Album nhận chứng chỉ 2x Bạch kim từ RIAA với hơn 3 triệu đĩa đã bán chỉ riêng tại Mỹ. Album đạt vị trí quán quân tại Áo và Thụy Sĩ, và có mặt trong top 10 tại bảng xếp hạng nhiều quốc gia khác. Đây là một trong những album bán chạy nhất thế giới năm 2004 với hơn 9 triệu bản, giành được 6 đề cử tại giải Grammy và chiến thắng tại hạng mục "Trình diễn nhạc Rap xuất sắc nhất cho song ca hoặc nhóm" dành cho ca khúc "Let's Get It Started".
"Where Is the Love?" trở thành đĩa đơn đầu tiên của Black Eyed Peas lọt vào top 10 Billboard Hot 100 với vị trí thứ 8 và đạt vị trí quán quân tại 15 quốc gia khác. Các đĩa đơn "Shut Up" và "Hey Mama" cũng đạt được thành công trên toàn thế giới. "Shut Up" quán quân tại 14 quốc gia, trong khi "Hey Mama" giành giải MTV Video Music Award. Đĩa đơn cuối cùng "Let's Get It Started" là bản điều chỉnh của phiên bản album "Let's Get Retarded", đạt vị trí 21 tại Billboard Hot 100. Ban nhạc sau đó thực hiện tour diễn vòng quanh thế giới mang tên Elephunk Tour (2004).

## Danh sách ca khúc
Toàn bộ các ca khúc được sản xuất bởi will.i.am. "The Apl Song" đồng sản xuất cùng apl.de.ap, "Where Is the Love?" cùng Ron Fair và "Rock My Shit" cùng Poet Named Life.
| Elephunk – Ấn bản tại Nhật Bản (bonus track) | Elephunk – Ấn bản tại Nhật Bản (bonus track) | Elephunk – Ấn bản tại Nhật Bản (bonus track) | Elephunk – Ấn bản tại Nhật Bản (bonus track) |
| STT                                          | Nhan đề                                      | Sáng tác                                     | Thời lượng                                   |
| -------------------------------------------- | -------------------------------------------- | -------------------------------------------- | -------------------------------------------- |
| 14.                                          | "Sumthin' for That Ass"                      | Adams                                        | 3:51                                         |

| Elephunk – Ấn bản tại Anh | Elephunk – Ấn bản tại Anh                     | Elephunk – Ấn bản tại Anh                                        | Elephunk – Ấn bản tại Anh |
| STT                       | Nhan đề                                       | Sáng tác                                                         | Thời lượng                |
| ------------------------- | --------------------------------------------- | ---------------------------------------------------------------- | ------------------------- |
| 13.                       | "Where Is the Love?" (cùng Justin Timberlake) | Adams Timberlake Gomez Pineda Board Fratantuno Pajon, Jr. Curtis | 4:32                      |
| 14.                       | "Third Eye"                                   | Adams                                                            | 3:41                      |
| 15.                       | "Rock My Shit"                                | Adams Jamie Munson Board                                         | 3:50                      |
| 16.                       | "What's Goin' Down"                           | Adams                                                            | 2:41                      |

| Elephunk – Án bản tái bản 2004 | Elephunk – Án bản tái bản 2004                          | Elephunk – Án bản tái bản 2004                                   | Elephunk – Án bản tái bản 2004 |
| STT                            | Nhan đề                                                 | Sáng tác                                                         | Thời lượng                     |
| ------------------------------ | ------------------------------------------------------- | ---------------------------------------------------------------- | ------------------------------ |
| 13.                            | "Where Is the Love?" (cùng Justin Timberlake)           | Adams Timberlake Gomez Pineda Board Fratantuno Pajon, Jr. Curtis | 4:32                           |
| 14.                            | "Let's Get It Started" (bao gồm ca khúc ẩn "Third Eye") | Adams Pineda Gomez Yoshiaki Fratantuno Pajon, Jr.                | 7:33                           |

| Elephunk – Ấn bản tái bản 2004 tại Pháp | Elephunk – Ấn bản tái bản 2004 tại Pháp            | Elephunk – Ấn bản tái bản 2004 tại Pháp                          | Elephunk – Ấn bản tái bản 2004 tại Pháp |
| STT                                     | Nhan đề                                            | Sáng tác                                                         | Thời lượng                              |
| --------------------------------------- | -------------------------------------------------- | ---------------------------------------------------------------- | --------------------------------------- |
| 13.                                     | "Where Is the Love?" (cùng Justin Timberlake)      | Adams Timberlake Gomez Pineda Board Fratantuno Pajon, Jr. Curtis | 4:32                                    |
| 14.                                     | "Let's Get It Started"                             | Adams Pineda Gomez Terence Yoshiaki Fratantuno Pajon, Jr.        | 3:37                                    |
| 15.                                     | "Third Eye"                                        | Adams                                                            | 3:41                                    |
| 16.                                     | "Hands Up" (trực tiếp tại House of Blues, Chicago) | Adams Pineda Gomez Pajon, Jr. Fratantuno Baptiste May            | 5:07                                    |
| 17.                                     | "Fly Away" (trực tiếp tại House of Blues, Chicago) | Ferguson Adams Brady                                             | 3:09                                    |

| Elephunk – Ấn bản tái bản kỹ thuật số 2022 | Elephunk – Ấn bản tái bản kỹ thuật số 2022    | Elephunk – Ấn bản tái bản kỹ thuật số 2022                       | Elephunk – Ấn bản tái bản kỹ thuật số 2022 |
| STT                                        | Nhan đề                                       | Sáng tác                                                         | Thời lượng                                 |
| ------------------------------------------ | --------------------------------------------- | ---------------------------------------------------------------- | ------------------------------------------ |
| 3.                                         | "Let's Get It Started"                        | Adams Pineda Gomez Terence Yoshiaki Fratantuno Pajon, Jr.        | 3:37                                       |
| 13.                                        | "Where Is the Love?" (cùng Justin Timberlake) | Adams Timberlake Gomez Pineda Board Fratantuno Pajon, Jr. Curtis | 4:32                                       |
| 14.                                        | "Third Eye"                                   | Adams                                                            | 3:41                                       |
| 15.                                        | "Rock My Shit"                                | Adams Jamie Munson Board                                         | 3:50                                       |
| 16.                                        | "What's Goin' Down"                           | Adams                                                            | 2:41                                       |

| Elephunk – Ấn bản tại châu Á (bonus disc) | Elephunk – Ấn bản tại châu Á (bonus disc) | Elephunk – Ấn bản tại châu Á (bonus disc) |
| STT                                       | Nhan đề                                   | Thời lượng                                |
| ----------------------------------------- | ----------------------------------------- | ----------------------------------------- |
| 1.                                        | "Where Is the Love?" (video âm nhạc)      |                                           |
| 2.                                        | "Shut Up" (video âm nhạc)                 |                                           |
| 3.                                        | "Where Is the Love?" (không lời)          |                                           |
| 4.                                        | "Shut Up" (không lời)                     |                                           |
| 5.                                        | "Sumthin' for That Ass"                   |                                           |
| 6.                                        | "Tell Your Mama Come" (trực tiếp)         |                                           |